# Scholaster
Der Scholaster ist der Leiter einer Stiftsschule. Er gehört zu den Dignitäten, d. h. den herausragenden Ämtern und Würden eines Stifts. In der Rangfolge steht er an dritter Stelle nach dem Propst und dem Dechanten, den er im Falle einer Vakanz auch vertritt.
Entsprechend ist der Domscholaster (auch Domscholast, Domschulmeister, magister scholarum) ein Würdenträger des Domkapitels, der mit der Leitung der Kloster- oder Domschule betraut ist.

## Scholastikat der Orden
Von „Scholaster“ leitet sich die Bezeichnung „Scholastikat“ für ein Studienhaus ab, in dem junge Ordensleute während ihres Studiums an einer Universität oder an anderen Hochschulen wohnen. Im übertragenen Sinne bezeichnet Scholastikat auch die Studienjahre einer Ordensfrau oder eines Ordensmannes.